# ۱۶ اردیبهشت
۱۶ اردیبهشت چهل و هفتمین روز از سال در گاه‌شماری خورشیدی است. به پایان سال ۳۱۸ روز (۳۱۹ روز در سال کبیسه) مانده‌است.

## مناسبت‌ها
- اوج سالانه بارش شهابی اتا دلوی

## رویدادها
- ۶۳۸ - آغاز ساخت رصدخانه مراغه (سه شنبه۴ جمادی‌الاول ۶۵۷ قمری) که بعنوان روز مراغه نام دارد. این روز با هدف شناساندن فرهنگ و تمدن و مکتب مراغه، با تصویب شورای فرهنگی عمومی به مناسبت آغاز احداث رصدخانه تاریخی در این شهر روز مراغه نام گذاری شده‌است.[۱]
- ۱۳۱۵ - افتتاح پل ورسک در سوادکوه، مازندران
- ۱۳۵۴ - سیل ۱۳۵۴ گاماسیاب نهاوند و منجرمویی لردگان
- ۱۳۹۰. تیراندازی تروریستی در هزاره‌تاون، (کویته پاکستان).۸ قربانی و ۱۵ مجروح.(۶ می ۲۰۱۱)
- ۱۴۰۱ - آغاز اعتراضات ۱۴۰۱ کارگران ایران

## زادروزها
- ۱۲۹۰ - ذبیح‌الله صفا، نویسنده و پژوهشگر ادبی[۲]
- ۱۳۳۳ - ادنا زینلیان، طراح صحنه و لباس، دکوراتور، ارمنی‌تبار
- ۱۳۴۶ - حسین فهمیده، رزمنده نوجوان جنگ ایران و عراق
- ۱۳۵۰ - سعید شهروز، خواننده
- ۱۳۵۷ - افشین جعفری، خواننده
- ۱۳۶۲ - مریم خدارحمی، بازیگر

## درگذشتگان
- ۱۳۴۹ - بدیع‌الزمان فروزانفر، نویسنده و پژوهشگر ادبی
- ۱۳۵۴ - مجید شریف واقفی، یکی از رهبران سازمان مجاهدین خلق ایران
- ۱۳۸۳ - حسین منزوی، شاعر غزل سرا[۳]
- ۱۳۸۸ - پیمان ابدی، بدلکار[۴]
- ۱۳۸۹ - اصغر روفه‌گر، پدر مرمت فرش
- ۱۳۹۹ - سید حسن آقا حسینی طباطبایی، نماینده حوزه انتخابیه زابل در دوره نخست مجلس شورای اسلامی، دوره دوم مجلس شورای اسلامی، دوره چهارم مجلس شورای اسلامی و دوره هفتم مجلس شورای اسلامی
- ۱۴۰۲ - حبیب اسیود، رهبر جنبش مبارزه عربی برای آزادی اهواز و یکی از مخالفان جمهوری اسلامی ایران
- ۱۴۰۲ - امیرحسین فطانت، مترجم